# Носенко Владислав Валерійович
Владислав Валерійович Носенко (азерб. Vladislav Nosenko, нар. 6 грудня 1970) — азербайджанський футболіст українського походження, що грав на позиції захисника, колишній гравець національної збірної Азербайджану.

## Клубна кар'єра
У дорослому футболі дебютував 1990 року виступами за «Ширван» з Другої нижчої ліги, в якій провів півтора сезону, взявши участь у 44 матчах чемпіонату, після чого ще півроку провів у «МЦОП-Динамо» (Баку).
Протягом 1992 років захищав кольори «Динамо» (Баку).
Своєю грою за останню команду привернув увагу представників тренерського штабу клубу «Кривбас», до складу якого приєднався 1992 року. Відіграв за криворізьку команду наступні шість сезонів своєї ігрової кар'єри, взявши участь у 104 матчах Вищої ліги.
З літа 1998 року став виступати за першолігове «Торпедо» (Запоріжжя), де провів півтора року, після чого став гравцем вищолігової «Зірки» (Кіровоград), але в тому ж сезоні зайняв з клубом останнє 16 місце і сезон 2000/01 знову змушений був розпочати в Першій лізі.
Протягом сезонів 2001 і 2002 виступав за латвійський «Дінабург», після чого повернувся до України, де став грати за друголігову «Десну».
На початку 2004 року став гравцем першолігової «Зорі», проте за півроку зіграв лише в одному матчі чемпіонату і влітку покинув команду.
Завершив професійну ігрову кар'єру в казахстанському клубі «Булат-АМТ», за який виступав протягом 2005 року.

## Виступи за збірну
1995 року дебютував в офіційних матчах у складі національної збірної Азербайджану. Протягом кар'єри у національній команді, яка тривала усього 3 роки, провів у формі головної команди країни 7 матчів.